# Jude Sunday
Jude Cide Sunday (4 ottobre 2004) è un calciatore nigeriano, attaccante dell'AS Trenčín.

## Caratteristiche tecniche
Gioca principalmente come ala sinistra.

## Carriera

### Club
Ha iniziato a giocare a calcio in Nigeria con il Real Sapphire. Il 21 luglio 2023 è stato acquistato dall'AS Trenčín ed il 12 agosto ha esordito nell'incontro di Superliga perso 5-2 contro lo Žilina. Ha segnato i suoi primi gol undici giorni dopo mettendo a segno una doppietta in Slovenský Pohár contro il Vrbové.

### Nazionale
Nel maggio del 2023 è stato convocato dalla nazionale Under-20 nigeriana per disputare il campionato mondiale di categoria.

## Statistiche

### Presenze e reti nei club
Statistiche aggiornate al 18 maggio 2024.
| Stagione        | Squadra         | Campionato      | Campionato | Campionato | Coppe nazionali | Coppe nazionali | Coppe nazionali | Coppe continentali | Coppe continentali | Coppe continentali | Altre coppe | Altre coppe | Altre coppe | Totale | Totale |
| Stagione        | Squadra         | Comp            | Pres       | Reti       | Comp            | Pres            | Reti            | Comp               | Pres               | Reti               | Comp        | Pres        | Reti        | Pres   | Reti   |
| --------------- | --------------- | --------------- | ---------- | ---------- | --------------- | --------------- | --------------- | ------------------ | ------------------ | ------------------ | ----------- | ----------- | ----------- | ------ | ------ |
| 2023-2024       | AS Trenčín      | SL              | 28         | 0          | CS              | 3               | 2               |                    | -                  | -                  |             | -           | -           | 31     | 2      |
| Totale carriera | Totale carriera | Totale carriera | 28         | 0          |                 | 3               | 2               |                    | -                  | -                  |             | -           | -           | 31     | 2      |